# Zólyommócsa
Zólyommócsa (szlovákul: Môlča) község Szlovákiában, a Besztercebányai kerületben, a Besztercebányai járásban.  Alsó-, Felső- és Középmócsa egyesítésével jött létre.

## Fekvése
Besztercebányától 8 km-re délkeletre fekszik.

## Története
A település 1300 körül keletkezett Mikó comes birtokán. 1424-ben „Mocha” alakban említik először. 1441-ben „Molcze”, 1507-ben „Mulcze”, 1563-ban „Kys Molche” néven szerepel a korabeli forrásokban. A zólyomlipcsei váruradalomhoz tartozott, de egy része micsinyei nemesek birtoka volt. Az egyre terjeszkedő település a 15. századtól három faluból, Alsó-, Felső- és Középmócsából állt.
A 18. század végén Vályi András így ír róla: „MUOLCSA. Tót falu Zólyom Várm. földes Ura Beniczky Uraság, lakosai többfélék, fekszik Felső Mitsinyéhez közel, és annak filiája, határja hegyes.”
1828-ban 66 házában 392 lakos élt, akik főként mezőgazdasággal foglalkoztak, de a 18. század végén és a 19. század elején állatokkal is kereskedtek és Lengyelország területére is eljutottak.
Fényes Elek 1851-ben kiadott geográfiai szótárában így ír a faluról: „Muolcsa, tót falu, Zólyom vmegyében, Beszterczéhez keletre 1 mfd. 23 kath., 469 evang. lak., kik marhával, sertéssel, Beszterczére nagy kereskedést űznek. F. u. Beniczky nemzetség.”
A trianoni diktátumig területe Zólyom vármegye Besztercebányai járásához tartozott.
1945. márciusában a harcokban 12 háza és számos gazdasági épülete égett le.

## Népessége
| Év:            | 1994. | 2004.    | 2014.   | 2024.    |
| -------------- | ----- | -------- | ------- | -------- |
| Emberek száma: | 299   | 358      | 354     | 435      |
| Eltérés:       |       | +19,73 % | -1,11 % | +22,88 % |

| Év:            | 2023. | 2024.   |
| -------------- | ----- | ------- |
| Emberek száma: | 440   | 435     |
| Eltérés:       |       | -1,13 % |

1910-ben 438, túlnyomórészt szlovák lakosa volt.
2001-ben 360 lakosából 296 szlovák és 51 cigány volt.
2011-ben 358 lakosából 280 szlovák és 59 cigány.

## Nevezetességei
- Faluháza 1826-ban épült.

## Külső hivatkozások
- Hivatalos oldal
- E-obce.sk Archiválva 2015. május 30-i dátummal a Wayback Machine-ben
- Községinfó
- Zólyommócsa Szlovákia térképén